# Liste der Kulturdenkmäler in Medard (Glan)
In der Liste der Kulturdenkmäler in Medard sind alle Kulturdenkmäler der rheinland-pfälzischen Ortsgemeinde Medard aufgeführt. Grundlage ist die Denkmalliste des Landes Rheinland-Pfalz (Stand: 6. September 2022).

## Einzeldenkmäler
| Bezeichnung              | Lage                                   | Baujahr         | Beschreibung | Bild            |
| ------------------------ | -------------------------------------- | --------------- | --- | --------------- |
| Brunnen                  | Hauptstraße, bei Nr. 18 Lage           | 19. Jahrhundert | ehemaliger Laufbrunnen, Sandsteinquader, gusseiserner Kelch, 19. Jahrhundert; Reste der hölzernen Wasserleitung | Fotos hochladen |
| Schulhaus                | Hauptstraße 26 Lage                    | 1844            | ehemalige Schule; sandsteingegliederter Putzbau, 1844; bauzeitliche Scheune; ortsbildprägend | Fotos hochladen |
| Evangelisches Pfarrhaus  | Kirchgasse 3 Lage                      | 1903            | villenartiger kubischer Walmdachbau mit Risaliten und Fachwerkgiebeln, 1903; platzbildprägend | Fotos hochladen |
| Evangelische Pfarrkirche | Kirchgasse 8 Lage                      | um 1262         | Langhaus und Rechteckchor, um 1262, Westturm Ende des 13. Jahrhunderts vollendet, Seitenschiffe wohl um 1510, Erneuerung 1592–97; römische Spolien, wohl aus dem frühen 3. Jahrhundert; auf dem Friedhof Sarkophage, um 1000 | Fotos hochladen |
| Schachtofen              | Mühlgasse, oberhalb von Nr. 20 Lage    | 1922            | ehemaliger Schachtofen des Kalkwerks der Firma C. und L. Schlemmer; dreigeschossiger, sich verjüngender Kamin, 1922 | Fotos hochladen |
| Wohnhaus                 | Mühlgasse 30 Lage                      | 16. Jahrhundert | Treppengiebelhaus, teilweise Fachwerk (verputzt), 16. Jahrhundert, Stallscheune, wohl aus dem 19. Jahrhundert | Fotos hochladen |
| Trichteröfen             | südlich des Ortes im Scheiderwald Lage | 1820            | ehemalige Trichteröfen, zwei in den Hang integrierte Sandsteinquadertrichter, 1820 | Fotos hochladen |